# Raiffeisenbank Grävenwiesbach
Die Raiffeisenbank Grävenwiesbach eG ist eine Genossenschaftsbank mit Sitz in der hessischen Gemeinde Grävenwiesbach im Taunus im Hochtaunuskreis.

## Geschichte
Die heutige Raiffeisenbank Grävenwiesbach eG wurde am 15. Oktober 1915 als „Grävenwiesbacher An- und Verkaufsgenossenschaft, eingetragene Genossenschaft mit beschränkter Haftung“ gegründet.
Durch den Beschluss der Generalversammlung vom 21. Dezember 1957 wurde 1958 die Verschmelzung mit der Korbflechterei als weiterer Bestandteil des Unternehmens eingetragen. Am 16. Oktober 1965 wurde die „Spar- und Darlehenskasse Grävenwiesbach eGmbH“ zur „Raiffeisenbank Grävenwiesbach eGmbH“ umgewandelt.
1968 fusionierte die Raiffeisenbank eGmbH Grävenwiesbach mit der Spar- und Darlehenskasse Mönstadt eGmbH mit dem Sitz in Mönstadt. Vier Jahre später kamen die Spar- und Darlehenskasse Niederlauken eGmbH mit dem Sitz in Niederlauken und die Raiffeisenkasse Hundstadt eGmbH mit dem Sitz in Hundstadt hinzu. Weitere zwei Jahre später fusionierte auch die Raiffeisenbank Oberlauken eG mit dem Sitz in Oberlauken mit der inzwischen als Raiffeisenbank Grävenwiesbach eG firmierenden Bank in Grävenwiesbach.
Die Bezugs- und Absatzgenossenschaft in Dietenhausen mit dem Sitz in Dietenhausen verschmolz im Jahre 1976 mit der Raiffeisenbank. Die Raiffeisenbank Grävenwiesbach eG fusionierte im Jahr 1977 mit der Spar- und Darlehnskasse eG Laubach mit dem Sitz in Laubach und letztmals im Jahr 1981 mit dem Heinzenberger Spar- und Darlehnskassenverein eG mit dem Sitz in Heinzenberg.

## Rechtsverhältnisse
Die Raiffeisenbank Grävenwiesbach eG ist im Genossenschaftsregister beim Amtsgericht Bad Homburg v. d. H. unter GnR 132 eingetragen.

## Organisationsstruktur
Rechtsgrundlagen sind das Kreditwesengesetz (KWG), das Genossenschaftsgesetz und die durch die Generalversammlung beschlossene Satzung. Organe der Bank sind der Vorstand, der Aufsichtsrat und die Generalversammlung.

## Sicherungseinrichtung
Die Raiffeisenbank Grävenwiesbach eG ist der amtlich anerkannten Sicherungseinrichtung des Bundesverbandes der Deutschen Volksbanken und Raiffeisenbanken GmbH und der zusätzlichen freiwilligen Sicherungseinrichtung des Bundesverbandes der Deutschen Volksbanken und Raiffeisenbanken e.V. angeschlossen.

## Geschäftsausrichtung
Die Raiffeisenbank Grävenwiesbach eG betreibt das Universalbankgeschäft. Im Verbundgeschäft arbeitet sie mit der DZ Bank, R+V Versicherung, Bausparkasse Schwäbisch Hall, Teambank, VR Leasing,  DZ Hyp und der Union Investment zusammen. Sie bietet Produkte zu Finanzierungen, Geldanlagen und Versicherungen für Privatpersonen und institutionelle Kunden. Außerdem stellt sie den weltweiten Handel an der Börse zur Verfügung. Der Service beinhaltet nicht nur Immobilienvermittlung, sondern auch Angebote zu Urlaubs- und Informationsreisen.
Sie orientiert sich dabei an den genossenschaftlichen Grundsätzen:
- wirtschaftliche Förderung und Betreuung der Mitglieder
- freiwillige und offene Mitgliedschaft
- demokratische Entscheidungsfindung durch die Mitglieder
- wirtschaftliche Mitwirkung der Mitglieder
- Autonomie und Unabhängigkeit
- Ausbildung, Fortbildung und Information und
- Kooperation zwischen Genossenschaften und Sorge für das Gemeinwesen.

## Geschäftsgebiet
Das Geschäftsgebiet liegt im Norden des Hochtaunuskreises. Sie hat ihren Schwerpunkt in der Großgemeinde Grävenwiesbach, bedient aber auch das wirtschaftliche Umfeld der Gemeinden Weilrod, Weilmünster und der Stadt Usingen.
Neben der Geschäftsstelle am Hauptsitz der Bank wird keine weitere Geschäftsstelle betrieben.